# Milan Šperl
Milan Šperl (* 26. Februar 1980 in Karlovy Vary) ist ein ehemaliger tschechischer Skilangläufer.

## Werdegang
Milan Šperl lebt in Boží Dar und startete für den TJ Dukla Liberec. Sein Debüt im Weltcup feierte er im Januar 2000 als 68. in einem 10-Kilometer-Rennen in Nové Město na Moravě. Bei den anschließenden Junioren-Weltmeisterschaften in Štrbské Pleso waren seine Ergebnisse ebenso wenig nennenswert, wie bei den Militärweltmeisterschaften 2000 in Saalfelden, 2001 in Colchester und 2002 in Kranjska Gora, der Universiade 2001 in Zakopane und den Olympischen Spielen 2002 von Salt Lake City. Ein erstes gutes Ergebnis erreichte er als Vierter bei der Universiade 2003 in Tarvisio über 30 Kilometer. Anschließend nahm er, jedoch ohne größere Erfolge zu erreichen, an der Nordischen Skiweltmeisterschaft in Val di Fiemme teil. Im November 2003 erreichte Šperl in Beitostølen mit der Staffel als Neunter erstmals ein Top-Ten-Ergebnis im Weltcup.
In der Saison 2003/04 konnte er seine Leistungen auf einem guten, aber noch nicht herausragenden Niveau stabilisieren, vor allem im Sprint erreichte der Allrounder gute Ergebnisse. Sein erstes wirklich gutes Ergebnis erlief er jedoch erst bei den Weltmeisterschaften 2005 in Oberstdorf. Hier kam er auf der langen 50-Kilometer-Strecke auf den sechsten Platz und schaffte damit seinen internationalen Durchbruch. Im Dezember 2005 schaffte er in Nové Město na Moravě als Neunter über 15 Kilometer erstmals ein Ergebnis in den besten Zehn des Weltcups in einem Einzelrennen. Mit der Staffel um Lukáš Bauer, Jiří Magál und Martin Koukal kam er im folgenden Monat in Lago di Tesero auf den vierten Platz, im November des Jahres in Gällivare konnte sich das Team um noch einen Platz verbessern. In der folgenden Saison gewann er mit Dušan Kožíšek beim Teamsprint-Wettbewerb der Weltmeisterschaften 2007 die Bronzemedaille. Bei 87 Weltcupeinsätzen kam Šperl vierzehnmal auf Platzierungen unter den besten Zehn davon dreimal in Einzelwettbewerben. Achtmal konnte er im Rahmen von FIS-Rennen gewinnen. Nach der Weltcup-Saison 2009/2010 beendete er seine Karriere.

## Erfolge

### Weltcupsiege im Team
| Nr. | Datum            | Ort   | Disziplin           |
| --- | ---------------- | ----- | ------------------- |
| 1.  | 9. Dezember 2007 | Davos | 4 × 10 km Staffel 1 |

### Siege bei Continental-Cup-Rennen
| Nr. | Datum           | Ort                | Disziplin       | Serie      |
| --- | --------------- | ------------------ | --------------- | ---------- |
| 1.  | 12. Januar 2008 | Jablonec nad Nisou | 20 km Skiathlon | Slavic Cup |